# Ricardo Sánchez Alarcón
Ricardo Sánchez Alarcón (Madrid, 24 de fevereiro de 1971) é um ex-jogador de polo aquático espanhol, medalhista olímpico.

## Carreira
Ricardo Sánchez fez parte da geração de prata do polo aquático espanhol, vice-campeão olímpico de 1992.